# Winni Riva
Vincenzina Riva detta Winni (Torino, 10 luglio 1918 – Roma, 12 giugno 1996) è stata un'attrice e doppiatrice italiana.

## Biografia
Nata a Torino da genitori della piccola borghesia, affascinata dal teatro, nel 1938 debutta come Signorina Buonasera nella Compagnia di Rivista di Macario. Durante la guerra si trasferisce con la madre a Roma, dove si iscrive all'Accademia nazionale d'arte drammatica, frequentata anche da Luigi Squarzina, Vittorio Gassman, Luciano Salce, Nino Manfredi e molti altri.
Dal 1951, con il film il bivio di Fernando Cerchio, inizia la propria carriera nel cinema italiano, partecipando con ruoli minori ad alcune importanti pellicole. Prima Puccini di Carmine Gallone nel 1953, poi la trilogia con Luchino Visconti: Il Gattopardo, Senso, Le notti bianche; poi Letto a tre piazze di Steno, ma anche le pellicole girate con Anna Magnani: Nella città l'inferno e Correva l'anno di grazia 1870. 
Nel 1967 è chiamata da Squarzina al Teatro Stabile di Genova, per interpretare il ruolo di Piera ne L'avvenimento di Diego Fabbri.
Negli anni sessanta e settanta partecipa ad alcuni episodi di serie televisive: I miserabili (1964), Le inchieste del commissario Maigret (1966), Il giornalino di Gian Burrasca (1965), L'edera (1974), dove interpreta il ruolo di donna Caterina, Ritratto di donna velata (1974) e soprattutto Zwei himmlische Töchter (1978) per la televisione tedesca, interpretando il ruolo di Mama Riva in sei episodi. Dagli anni sessanta ha infine svolto un'intensa attività di doppiaggio (soprattutto nelle file della compagnia CID).
Ha doppiato Tinette nella versione italiana dell'anime Heidi.

## Filmografia

### Cinema
- Il bivio, regia di Fernando Cerchio (1951)
- La famiglia Passaguai, regia di Aldo Fabrizi (1951)
- Puccini, regia di Carmine Gallone (1953)
- Senso, regia di Luchino Visconti (1953)
- L'ultimo amante, regia di Mario Mattoli (1955)
- Destinazione Piovarolo, regia di Domenico Paolella (1955)
- Bravissimo, regia di Luigi Filippo D'Amico (1955)
- I due compari, regia di Carlo Borghesio (1955)
- Kean - Genio e sregolatezza, regia di Vittorio Gassman (1956)
- La fortuna di essere donna, regia di Alessandro Blasetti (1956)
- Le notti bianche, regia di Luchino Visconti (1957)
- Nella città l'inferno, regia di Renato Castellani (1958)
- Arrangiatevi, regia di Mauro Bolognini (1959)
- La giornata balorda, regia di Mauro Bolognini (1960)
- Letto a tre piazze, regia di Steno (1960)
- Il Gattopardo, regia di Luchino Visconti (1963)
- La bisbetica domata, regia di Franco Zeffirelli (1967)
- Correva l'anno di grazia 1870, regia di Alfredo Giannetti (1971)
- Decamerone '300, regia di Renato Savino (1972)
- Fratello sole, sorella luna, regia di Franco Zeffirelli (1972)
- Un apprezzato professionista di sicuro avvenire, regia di Giuseppe De Santis (1972)
- Bella, ricca, lieve difetto fisico cerca anima gemella, regia di Nando Cicero (1973)
- Il saprofita, regia di Sergio Nasca (1974)
- E cominciò il viaggio nella vertigine, regia di Toni De Gregorio (1974)
- Lezioni di violoncello con toccata e fuga, regia di Davide Montemurri (1976)
- Novecento, regia di Bernardo Bertolucci (1976)
- Caro Michele, regia di Mario Monicelli (1976)
- La linea del fiume, regia di Aldo Scavarda (1976)

### Televisione
- I miserabili, regia di Sandro Bolchi (1964)
- Il giornalino di Gian Burrasca, regia di Lina Wertmüller (1964)
- Le inchieste del commissario Maigret, regia di Mario Landi (1966)
- L'allodola di Jean Anouilh, regia di Vittorio Cottafavi, trasmessa dal Rai 2 il 16 marzo 1973.
- Malombra, regia di Raffaele Meloni (1974)
- Ritratto di donna velata, regia di Flaminio Bollini (1974)
- Qui squadra mobile, regia di Anton Giulio Majano (1974)
- L'edera, regia di Giuseppe Fina (1974)

## Doppiaggio

### Film
- Ajita Wilson in Inferno dietro le sbarre[5]
- Rashel Novikoff in Lenny[6]

### Serie animate
- Ylva (1ª voce) in Vicky il vichingo
- Tinette in Heidi[7]
- Coniglietta, Asa e Greyfan in Nils Holgersson[8]